# International Order of the Rainbow for Girls
International Order of the Rainbow for Girls, IORG, är en frimureriskt inspirerad ungdomsorganisation som bedriver utbildning i ledarskap genom frivilligarbete. Flickor och unga kvinnor mellan 11 och 21 års ålder lär sig på detta sätt om värdet av välgörenhet och bistånd genom att engagera sig i lokala eller nationella hjälpprojekt.

## Historik
Organisationen grundades 1922 
då pastor W. Mark Sexson, som var frimurare, ombads att hålla ett tal inför logen South McAlester #149 inom ordenssällskapet Order of the Eastern Star i McAlester i Oklahoma.  Under sina frimureriska studier hade han tittat närmare på DeMolay International och han föreslog att en liknande ordenssällskapsliknande organisation för flickor kunde vara en god idé. Den första receptionen ägde rum 6 april 1922 i logen för Den Urgamla och Antagna Skotska Riten i McAlester och man recepierade 171 flickor. Organisationens ursprungliga namn var Order of the Rainbow for Girls.

## Ämbeten
Flickorna kan inneha många olika ämbeten (Stations) inom sin lokalavdelning. Alla utom två av ämbetena tjänstgör en termin åt gången (en termin är fyra månader). Några av ämbetena tillsätts genom val av de andra medlemmarna: Tro, Hopp, Välgörenhet, Vördig Deputerad Rådgivare och Vördig Rådgivare. Två av ämbetena, Skattmästare och Sekreterare, tillsätts genom val i januari, men tjänstgör ett helt år. De övriga ämbetena tillsätts av Vördig Rådgivare (ordföranden) och Moder Rådgivare. Ämbetena är:
- Vördig Rådgivare (Worthy Advisor (WA)) - leder sammankomsterna och planerar de aktiviteter som skall genomföras under hennes ämbetsperiod. Detta är det högsta ämbetet i lokalavdelningen och motsvarar en Ordförande Mästare i en frimurarloge eller en föreningsordförande.
- Vördig Deputerad Rådgivare (Worthy Associate Advisor (WAA)) - biträder den Vördige Rådgivaren i hennes arbete och leder sammankomster i hennes frånvaro. Ämbetet motsvarar en Deputerad Mästare i en frimurarloge eller en vice ordförande i en förening
- Välgörenhet (Charity) - berättar om välgörenhet och vad man kan göra för sin nästa
- Hopp (Hope) - berättar om vikten av att hoppas
- Tro (Faith) - berättar om hur viktig tron är som den ständige följeslagaren. Hon leder den nya recepienten genom antagningsceremonin
- Sekreterare (Recorder) - protokollför sammankomster och sköter avdelningens korrespondens
- Skattmästare (Treasurer) - sköter ekonomin, betalar räkningar och redogör för lokalavdelningens ekonomi
- Kaplan (Chaplain) - leder avdelningen i bön
- Ceremonimästare (Drill Leader) - övervakar ämbetsmännens arbete under ceremonin och hjälper gäster tillrätta i möteslokalen
- De Sju Färgerna (Seven Bow Stations) - berättar om regnbågens färger och dess dygder:
  - Kärlek (Love, röd) - i alla dess uttryck
  - Tro (Religion, orange) - vikten av tron i alla dess former, grundat på kärlek och förlåtelse
  - Natur (Nature, gul) - dess betydelse för livet
  - Odödlighet (Immortality, grön) - vikten av att förstå att döden är en del av livet
  - Trohet (Fidelity, blå) - vikten av att vara ärlig och pålitlig
  - Fosterland (Patriotism , indigoblå) - vikten av trofasthet mot fosterlandet
  - Tjänst (Service, lila) - vikten av att hjälpa andra för att hålla samman
- Hemlig bevakande och yttre bevakande (Confidential and Outer Observers) - vaktar in- och utgångarna till möteslokalen
- Musikföreståndare (Musician and Choir Director) - svarar för musiken vid sammankomsterna

En del lokalavdelningar och högre instanser har andra befattningar som inte finns upptagna i ritualen, till exempel historiker (Historian), redaktör (Editor), biträdande storredaktör (Assistant Grand Editor), Circulation Manager, talman (Orator eller Lecturer), Bibelbärare (Bible Bearer), Goodwillambassadör (Goodwill Ambassador), bärare av nationsfanan (American Flag Bearer), bärare av delstatsflaggan (State Flag Bearer), bärare av kristendomsflaggan (Christian Flag Bearer), bärare av regnbågsflaggan (Rainbow Flag Bearer) och bärare av avdelningsflaggan (Assembly Banner Bearer).
Det är en oskriven regel att innehavarna av de högsta ämbetena (Tro, Hopp, Välgörenhet och Vördig Deputerad Rådgivare) går vidare till närmast högre ämbete för att sluta som Vördig Rådgivare, men det är inte säkert att så faktiskt sker.

## Rådgivare
Moder Rådgivare (Mother Advisor) är den vuxna person som är avdelningens huvudkontaktperson och handledare. En styrelse om sju till 15 vuxna, varav minst två måste vara frimurare av lägst mästargrad och minst två vara medlemmar av Order of the Eastern Star sitter med i egenskap av representanter för sina respektive, stödjande organisationer. I styrelsen ingår också fullmyndiga medlemmar som bistår med övervakningen av avdelningens verksamhet. Den största delen av arbetet i avdelningen görs dock av medlemmarna själva och styrelsemedlemmarna bistår bara vid behov.

## Högre ämbeten
Utnämningen till högre ämbeten, kapitelofficianter, varierar mellan jurisdiktionerna. I allmänhet måste man, för att bli vald till ett ämbete på delstats- eller nationell nivå, vara tidigare eller nuvarande Vördig Rådgivare. Andra högre ämbeten kan också besättas av tidigare eller nuvarande Vördiga Rådgivare, men det är inte obligatoriskt. Andra högre ämbeten kan vara kapitelkörsångare, assistent till hemlig kapitelbevakande eller yttre kapitelbevakande, personlig page eller kapitelpage (Grand Choir, Grand Assistant Outer Observer/Grand Confidential Observer Helper, Personal Page och Grand Page at Large).
Utmärkelsen Stora Färgkorset (The Grand Cross of Color) är den högsta utmärkelse en medlem eller ledare kan tilldelas för insatser utöver vad plikten kräver. Bärarna av utmärkelsen, Mästare av Stora Färgkorset (Masters of the Grand Cross of Color), förväntas möta upp en gång per år vid en särskild gudstjänst. För att kandidater skall kunna utses måste avdelningen recepiera tre nya medlemmar under ett kalenderår. För var tredje ny medlem kan en flicka väljas ut att mottaga Stora Färgkorset för utomordentligt arbete utöver vad plikten kräver. Mästarna av Stora Färgkorset håller ett möte med styrelsen för att bestämma vilken flicka eller vilka flickor som kan nomineras till kandidat för Stora Färgkorset. Det kan också tilldelas en vuxen som sitter i styrelsen, men det kan aldrig vara fler vuxna kandidater än flickor.

### Högsta ledning
Den högsta ledningen för organisationen är Gyllene Huset, House of Gold. Nya ledamöter väljs in av sittande ledamöter. Gyllene Huset består av Storofficianter (Supreme Officers), Storledamöter (Supreme Inspectors, den högste rådgivaren i en jurisdiktion) och att antal andra ämbeten som totalt uppgår till 50 st.
Sittande Storledamöter kan frånträda sitt ämbete när som helst, om de inte väljs till Storofficianter, varvid de måste finna en ersättare senast då de väljs till Storvördig Deputerad Rådgivare. Den sittande Storledamoten väljer den person som de tror kommer att representera flickorna i sin jurisdiktion. Den personen kommer då att väljas till Storaspirant. Det är inte förrän Storaspiranterna väljs in i Gyllene Huset som de blir Storledamöter. Det finns 50 platser i Gyllene Huset och de väljs på livstid. En Storaspirant kan väljas in i Gyllene Huset efter den tredje sammankomsten för det Högsta Råd (den högsta sammankomsten inom organisationen) där de utsetts till Storaspirant. Sammankomsten då de valdes räknas inte som en av dessa tre sammankomster.

## Spridning
International Order of the Rainbow for Girls har lokalavdelningar i 47 delstater i USA och i flera andra länder. De enda delstater i USA där organisationen inte finns är Delaware, Utah och Wyoming.
Internationella avdelningar finns i Aruba, Australien (i Queensland, New South Wales och South Australia), Bolivia, Brasilien (i Parana, São Paulo, Distrito Federal, Minas Gerais, Mato Grosso do Sul, Tocantins, Pará, Espírito Santo, Santa Catarina (Biguaçu)), Kanada (i Ontario och New Brunswick), Filippinerna, Italien, Mexiko och Rumänien. Genom amerikansk militär närvaro i det aktuella landet har organisationen också haft lokalavdelningar på Kuba, i Tyskland, Frankrike, Panama och Vietnam.
Organisationens högkvarter sitter i International Temple in McAlester i Oklahoma och uppfördes för organisationens räkning 1950-51.

## Medlemskap
Det är inte ett krav att ha någon form av relation med en frimurare av mästaregrad för att bli medlem i organisationen. Den som är intresserad måste skicka in en ansökan till styrelsen. Styrelsen träffar den sökande så att hon kan få svar på frågor hon kan tänkas ha och för att försäkra sig om att hon skulle passa in i organisationen. Då ansökan beviljats röstar styrelsen om den sökande skall antas. Medlemskapet inleds sedan med en reception.
Av medlemmarna förväntas bland annat att de skall tjäna sin omgivning, följa lagen, erkänna Högsta Rådets legitimitet och vara lojala gentemot andra medlemmar. År 2000 ändrades regelverket för Order of the Eastern Star så att fullmyndiga medlemmar av organisationen skulle kunna väljas in i ordenssällskapet. För flickor mellan åtta och tio år finns det i vissa jurisdiktioner ett "lärlingsprogram" så att de kan bekanta sig med ritualer och aktiviteter innan de kan söka medlemskap.
Fullmyndigt medlemskap kan uppnås på två sätt. En flicka blir det automatiskt då hon fyller 20 (åldersmyndighet) eller om hon gifter sig innan hon fyller 20 (giftasmyndighet). Beroende på jurisdiktion kan flickorna ibland erbjudas förlängt medlemskap till de fyller 21. För att detta skall kunna beviljas måste flickan skriva ett personligt brev med ansökan om att får förlänga sin tjänst och skicka det till sin Storaspirant eller Storledamot.

## Kända medlemmar
Senator Olympia Snowe har sagt:
| ” | Jag är stolt över att vara en Rainbow Girl. Det lärde mig värdet av att bistå, av ärlighet, av ledarskap och mycket mer. Jag har burit dessa värderingar med mig genom åren. Att vara medlem i International Order of Rainbow for Girls visar på en kvinnas karaktär och integritet och kommer att vara till hjälp för dagens Rainbow Girls i hela deras liv. | „ |

Bland andra kända medlemmar märks den tidigare Miss America-deltagaren och skådespelerskan Lee Meriwether och astronauten Dorothy Metcalf-Lindenburger.